# Aemilianus római császár
Imperator Caesar Marcus Aemilius Aemilianus Augustus, általánosan elterjedt néven Aemilianus császár (Mauretania, 207 vagy 213 – Spoleto, 253 szeptembere) a Római Birodalom császára 253 augusztus – szeptember között.

## Előélete
252-ben nevezték ki Alsó-Moesia provinciában helytartójának. 253 tavaszán a Kniva király uralma alatt álló gót törzsek a Trebonianus Gallus által a békekötéskor megállapodott javadalmazást kevésnek tartották és többletjuttatást követeltek. Aemilianus bőséges jutalmat ígért csapatainak, ha felveszik a harcot a gótokkal, buzdította őket, hogy bizonyítsák a lázongó törzsekkel szemben Róma nagyságát és fennhatóságát. A tartományban maradt gótokat kivégeztette és a Dunán átkelve meglepetésszerű támadást intézett a törzsek ellen saját területükön. A váratlan és jól időzített támadás nagyon hatásosnak bizonyult: a gótok vereséget szenvedtek.
A váratlan győzelem az előzőleg sok kudarcot megért csapatok katonáit 253 júliusában vagy augusztusában arra az elhatározásra sarkallta, hogy Aemilianust császárnak kiáltsák ki.  Aemilianus nem várta meg, hogy Thrákia tartományt az ellenséges gótoktól megtisztítsák, hanem Itáliába behatolva déli irányba Róma felé vezette csapatait.

## Császárrá válása
A hatalmon lévő Trebonianus Gallus és fia Volusianus csapatai, amikor értesültek arról, hogy Aemilianus erős sereg élén Róma felé nyomul, meggyilkolták a császárt és fiát és elfogadták császáruknak. A szenátus amely valamivel korábban még közellenségnek nyilvánította ekkor megerősítette császárságát. A nevében kibocsátott pénzérmék tanúsága szerint Egyiptom tartomány és a keleti provinciák is elismerték hatalmát.

## Bukása
Valerianus, akit korábban Trebonianus Gallus az alemanok ellen viselt hadjáratából a Rajna vidékéről hívott vissza, folytatta előrenyomulását Róma felé. Valerianus erős sereget vezetett, mert az alemannok elleni harchoz csapatait kiegészítették. Aemilianus Rómából északi irányba indult, hogy szembeszálljon Valerianussal. Saját katonái úgy vélték, hogy a közelgő sereg erősebb az övékénél, tartottak attól, hogy az előttük álló ütközet polgárháborúhoz vezet, amit el akartak kerülni és Valerianust nagyobb hatású személyiségnek tartották saját vezérüknél. Ezért a sereg előrenyomulása közben a katonák Narnia közelében Aemilianust meggyilkolták és Valerianus szolgálatába léptek.